# Bouchard de Marly
Bochard de Marli (català), Bochard de Marlí (occità), o Bouchard de Marly (francès) († 13 de setembre de 1226), va ser senyor de Marly, de Montreuil-Bonnin, de Saissac, de Sant Martí de Llenguadoc i de Picauville. Va ser un cavaller croat durant la croada contra els albigesos.

## Biografia
Bouchard era fill de Mateu I, senyor de Marly i de Matilda de Garlande.
Mathieu Ier de Marly va participar en la Quarta Croada.

### Participació a la croada contra els albigesos
El 1209, Bouchard es dedica a la croada albigesa on troba Simó IV de Montfort, que era el marit d'Alix de Montmorency, una cosina de Bouchard. Després de la presa de Besiers i Carcassonna, Simó va ser elegit per dirigir els vescomtats i continuar la lluita, i Bouchard va decidir quedar-se a Occitania per ajudar-lo. Simon li va encomanar les terres de Saissac i de Sant Martí de Llenguadoc. A la fi de 1209, quan el país va ser sacsejat contra Montfort, és capturat per Pere Roger de Cabaret i va ser presoner durant dos anys a Las Tors.
A la primavera de 1211, després de Minerva, Simó de Montfort tornà a Las Tors als setges establerts. Sabent que no durarà molt de temps, Pere Roger de Cabaret alliberà Bouchard i envià una ambaixada per negociar la rendició a canvi d'altres castells zones menys fortificats. Posteriorment, Pere Roger serà un dels pocs barons de Llenguadoc per mantenir-se constantment fidels a Montfort.
Després d'haver recuperat la seva llibertat, probablement Bouchard participa en el setge de La Vaur (maig 1211). Llavors, portà un convoi de menjar i reforços a Simó de Monfort. Aquest comboi va ser atacat pel Comte de Foix, però Simó va fer una sortida i va dirigir-se cap la tropa del comte de Foix. Bouchard a continuació, va participar en la majoria de les campanyes del seu cosí, el setge de Tolosa (1211) i la batalla de Muret. Està enterrat a Port-Royal des Champs.

### Unió i descendència
Vers 1209, Bouchard I de Marly es va casar amb Matilda de Châteaufort, filla de Gasce de Poissy, senyor de Châteaufort, i de Constança de Courtenay, filla de Pere I de Courtenay. D'aquest matrimoni en nasqueren els següents fills:
- Thibaut († 1247), abat de Vaux-de-Cernay. canonitzat el 1270.
- Pere († 1240), senyor de Marly
- Bouchard II († 1250), senyor de Marly: els seus fills van ser Mateu II de Marly i Isabel de Marly, casada amb Guy III de Levis-Miralpeix
- Mateu († 1234)
- Mabila († 1271) casada amb Guillem Étendard, senescal de Llombardia, després de Sicília.